# Jamshedpur
Jamshedpur är en stad i den indiska delstaten Jharkhand och är centralort i distriktet East Singhbhum. Folkmängden uppgick till cirka 680 000 invånare vid folkräkningen 2011. Storstadsområdet (inklusive bland annat Adityapur och Mango) beräknades ha lite mer än 1,5 miljoner invånare 2018. Jamshedpur är Indiens centrum för stålindustri med Tata Steel som en av världens största ståltillverkare. Jamsetji Tata har gett namn åt staden. Vid staden finns en mindre flygplats.